# E401号線
E401号線 (E401ごうせん、英: European route E401) はフランスにあり、サン＝ブリユー – カーンを結ぶ、欧州自動車道路のBクラス幹線道路。
サン＝ブリユーとトラマン間はE50号線との、またポントボーとヴィルデュ＝レ＝ポエル間はE03号線との重複区間である。
- フランス
  - E50号線 – サン＝ブリユー
  - E46号線 – カーン